# Lake Laberge
Der Lake Laberge, in der lokalen Indianersprache Tàa'an Män, ist ein See 28 km nördlich von Whitehorse im Territorium Yukon in Kanada. Der See befindet sich in den Stammesgebieten der Ta'an Kwach'an und der Kwanlin Dun First Nation.

## Lage
Der 628 m hoch gelegene Lake Laberge ist eher eine Verbreiterung des Yukon River. Dabei ist der See rund 49 km lang und bis zu 5,3 km breit. Der Klondike Highway von Whitehorse kommend führt am südlichen Seeende vorbei und wendet sich im Anschluss in Richtung Nordnordwest. Der See bildete den Kernraum des traditionellen Gebiets der Ta'an Kwach'an First Nation, einer indianischen Gruppe, die zu den Südlichen Tutchone zählt.

## Ökologische Besonderheiten
Im See existiert eine Quappenart (Burbot), die von den meisten kanadischen Anglern verschmäht wird, nicht jedoch von den Skandinaviern und den Indianern. Besonders ihre Leber gilt, trotz erhöhter Giftkonzentrationen, als Delikatesse.
Parks Canada warnte sogar vor ihrem Verzehr, da die Konzentration von Toxaphen in den Fischen des Laberge-Sees am höchsten war. Die erhöhte Anreicherung gerade in dieser Art scheint damit zusammenzuhängen, dass sie als einzige Gruppe ihrer Art große Löcher in den Seegrund graben, in denen sich diese seit Jahren verbotenen Substanzen angereichert haben. Die Seepopulation des Amerikanischen Seesaiblings war bei Untersuchungen im Jahr 2016 geringer als erwartet und deutete aufgrund der Altersstruktur der gefangenen Fische auf eine Überfischung hin. Dagegen war die Population der Heringsmaräne „moderat“ bis „gesund“.
In der Umgebung des Sees leben Dall-Schafe, Wölfe, Grizzlybären, Füchse und Kojoten, wobei letztere erst um 1900 in die Region kamen.

## Geschichte

### Frühgeschichte

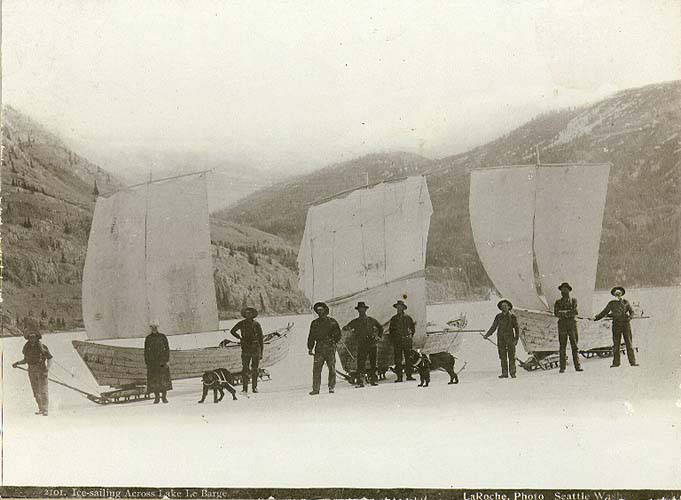
Männer auf dem Weg zum Klondike überqueren mit Booten und Schlitten den zugefrorenen Labergesee

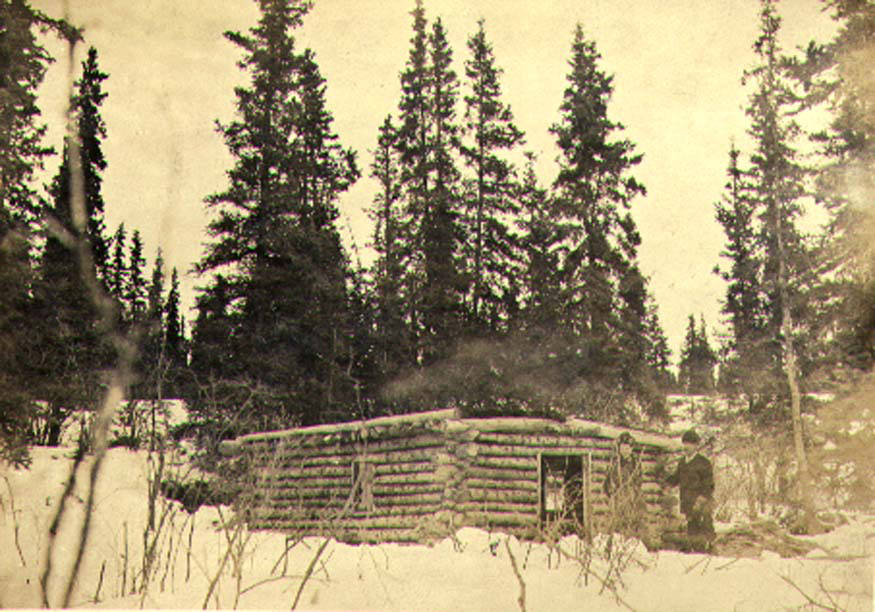
Mabel und William Meed vor ihrer Blockhütte am unteren Labergesee, 1902

Der Lake Laberge bildet den Kern des traditionellen Wohngebiets der Ta'an Kwach'an First Nation, von dem sie ihren Namen ableitet. Hinzu kamen Dörfer am Takhini River und am Südende des Fox Lake (seit mindestens 1000 n. Chr.), der westlich des Laberge-Sees liegt. Das Gebiet des Stammes reichte von Hootalinqua, also vom Zusammenfluss von Yukon River und Teslin River, bis zum M’Clintock Valley und zum Marsh Lake.
Dabei wurde das Gebiet von zahlreichen Pfaden erschlossen. Am Laurier Creek und Thomas Creek entlang erreichte man die Karibujagdgebiete in den Big Salmon Mountains sowie Fischstellen bei Mason’s Landing und Boswell Creek beim Teslin River. Diesen überquerte man bei Winter Crossing und erreichte so den Livingstone Creek Trail, der nordostwärts bis zum Ross River reicht. Nach Westen führt ein Pfad zum Fox Lake, von dort weiter nach Braeburn und Carmacks. Von der Shallow Bay führt ein Pfad zum Takhini River und zu den Takhini Hot Springs, nordwärts geht einer zum 52 Mile Lake, wo sich ein wichtiges Lager befand. In den südlich gelegenen Golden Horn Mountain (Simà) jagte man Schafe und Gopher, kleine Nager. Nordwärts führt ein Pfad zum Thirty Mile River, wo auch Biber gejagt wurden, von dort ging es weiter nach Hootalinqua. Vom oberen Laberge südwärts zum Yukon River führt ein Pfad zum Swan Lake sowie zu Lachsplätzen und einem Dorf am Marsh Lake.
Der Handel fand etwa mit rotem Achat von der Miller’s Ridge westlich von Carmacks statt und reicht mehr als ein Jahrtausend zurück. Mit den Champagne und Aishihik bestand ein Handel mit Obsidian, vulkanischem Glas aus den St. Elias Mountains.
Am Laberge-See bestanden Dörfer am Deep Creek und an der Jackfish Bay, wobei Erstere Handel mit seltenen Tuffgesteinen bis in das Mackenzie-Gebiet in den Nordwest-Territorien trieben. Einer der Hauptfangplätze für Weißfisch lag am Horse Creek, wo man sich in Oktober und November versammelte. Hier traf man sich mit den Chilkat von der Küste, die einmal jährlich über den Chilkat Pass stiegen und den Kusawa Lake hinunter fuhren, um Güter auszutauschen. Die Schätzungen über das Alter dieser Plätze reichen bis zu 4000 Jahre. Der Pfad findet sich in einer Karte, die der Klukwan-Häuptling Koh-Klux 1852 zeichnete. Junge Männer wurden am Naalen oder Lookout Mountain eingesetzt und meldeten mittels Lichtsignalen die Ankunft der Chilkat-Händler, deren Kupfer besonders begehrt war.
Die nächsten Beziehungen bestanden zu den Tagish Kwän, aber auch zu anderen Gruppen der Umgebung bestanden Verwandtschaftsverhältnisse. Sie führen sich sogar auf einen Tagish- und einen Hutshi-Vorfahren zurück, bzw. auf die Taku in Alaska.
Die meisten Dörfer standen am Zusammenfluss von Little River und Takhini River, unterhalb der Whitehorse Rapids, dann um Hootalinqua und an der Mündung des M’Clintock River. Das Dorf am Takhini war der wichtigste Lachsfangplatz und zugleich der Haupthandelsort mit den Tlingit von der Küste, an der Shallow Bay fing man vor allem Weißfische.
Der älteste Fund dürfte vom Ibex River stammen, denn er weist ein Alter von 5000 bis 8000 Jahren auf. Der Laberge-See und seine Zuflüsse boten reichlich Fisch, wie Lachse und Quappen, aber auch Kleinwild und Karibus, und gelegentlich wurden Elche gejagt.

### Goldrausch, Reservat, Häuptling Jim Boss

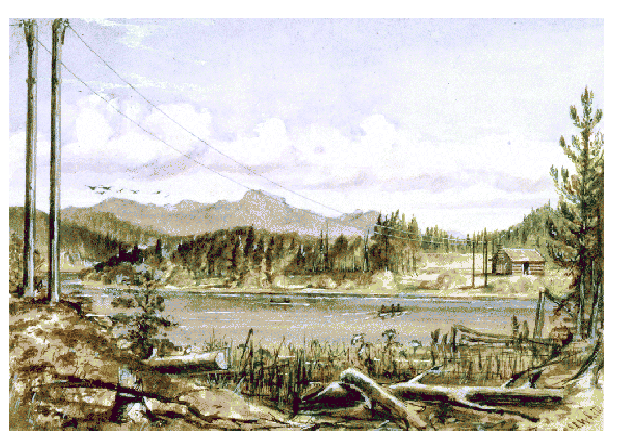
Hütte an einem See, die dem Bau der Telegraphenlinie von New York durch Russland nach Paris dienen sollte

1882 registrierte der deutsche Forschungsreisende Aurel Krause, dass die Tlingit den See „Tahini-wud“ nannten. 1883 notierte Frederick Schwatka den Namen „Kluk-tas-si“. William Dall, Leiter der Western Union Telegraph Expedition, benannte den See nach Michael Laberge aus Chateauguay in Québec. Er hatte für die Western Union auf dem Weg von Fort Yukon nach Fort Selkirk 1867 das Gebiet durchstreift – auf der Suche nach einem Weg für Collins Overland Telegraph von New York durch Russland nach Paris.
Der Yukon spielte während des Klondike-Goldrauschs eine wichtige Rolle für den Transport der Goldsucher und ihrer Ausrüstung nach Dawson. Zu Anfang war Mundessa der Häuptling der dortigen Indianer. Sein Sohn war Kashxóot aus dem Wolfs-Clan, der besser als Chief Jim Boss bekannt ist. Er war dreimal verheiratet und hatte 7 Kinder. Viele der heutigen Indianer am Lake Laberge führen sich auf Mundessa und seine Nachkommen zurück.
Die Ta'an Kwäch'än erhielten dort als erste ein winziges Reservat, nachdem Jim Boss im Jahr 1900 eine Petition an die kanadische Regierung geschickt hatte. Der Ort wurde zunächst als „Russian Town“ bekannt. Boss engagierte einen Rechtsanwalt aus Whitehorse namens T.W. Jackson, um seine Rechtsansprüche durchzusetzen. Häuptling Jim Boss baute am Horse Creek, zusammen mit seinem Schwager Henry Broeren, ein Roadhouse für den Schiffsverkehr auf dem Lake Laberge. Bald hieß der Ort „Jim Boss Town“ oder „Upper Laberge“. Außerdem engagierte er sich in der Holz- und Fischversorgung von Whitehorse. Einige Indianer beteiligten sich auch an der Goldsuche.
Nach dem Ende des Goldrauschs zogen die meisten Weißen aus dem Gebiet wieder weg. Einige zusammengebrochene Hütten und wenige Gräber zeugen von der Anwesenheit der Goldgräber. Manche von ihnen wurden erst durch das Takhini Fire, einen verheerenden Waldbrand im Jahr 1958 gezwungen, ihre Hütten aufzugeben. Upper Laberge, Lower Laberge und 31 Mile waren auf traditionellem  Ta’an Kwäch’än-Gebiet entstanden und als Dörfer eingerichtet. Upper Laberge steht heute am Camp am Joe Creek auf der Ostseite des Sees. Hier lebten Maggie Boss und ihr Ehemann Henry Broeren. Dieser war einer der ersten, der – zusammen mit Amy Laberge, der Tochter von Laberge Billy und Jenny Laberge, sowie ihrem Mann William Cletheroe – am Livingstone Creek nach Mineralien grub. In 31 Mile betrieben in den 1920er Jahren Angus und Kitty McLeod, sowie weitere Ta’an, eine Fuchs- und Minkzucht. Schließlich befand sich noch eine wichtige kommerzielle Lachsfangstelle bei Whitehorse, bevor sie durch Dammbauten, vor allem am Marsh Lake zerstört wurde.

### Alaska Highway, verlassene Dörfer, Selbstständigkeit

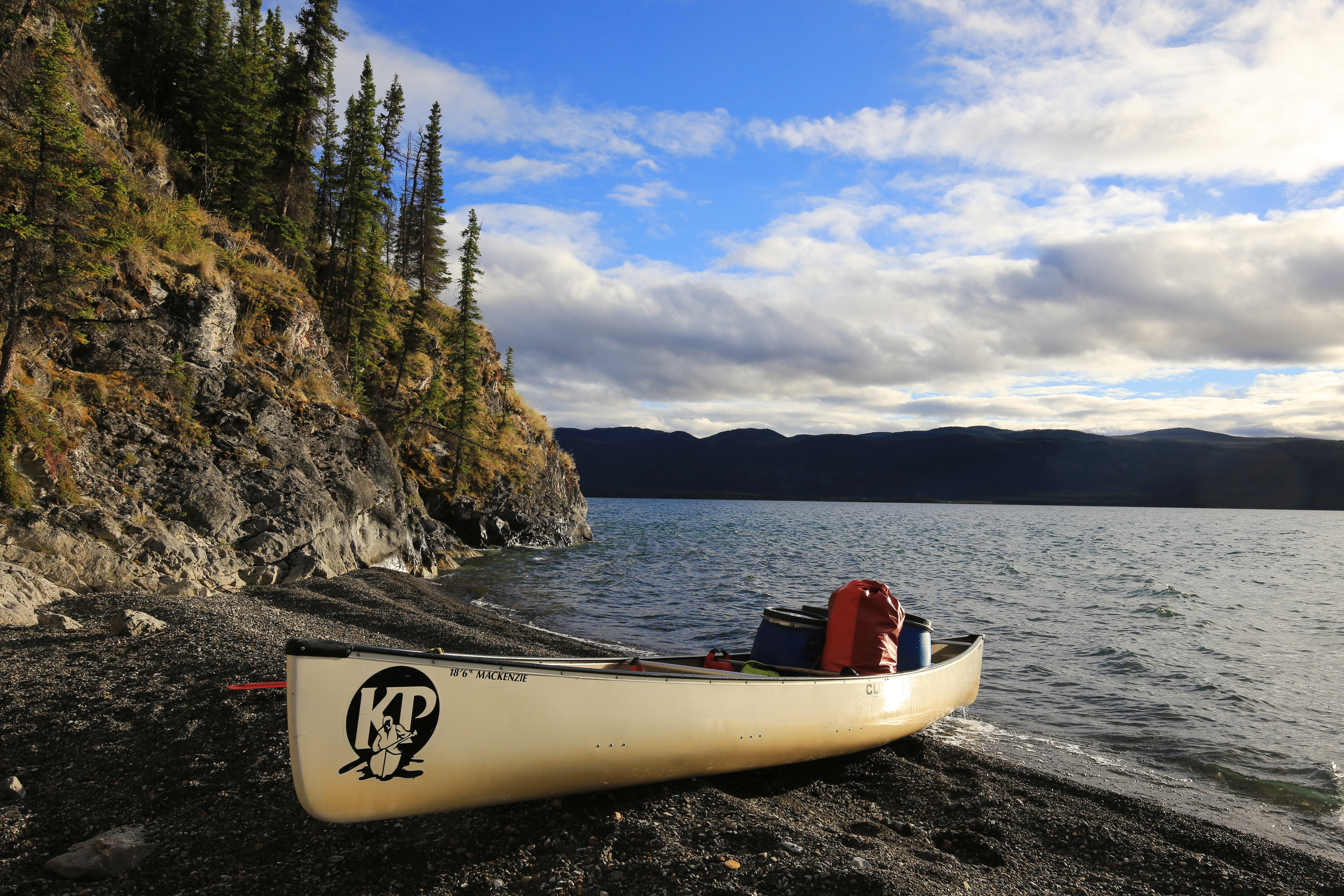
Der Lake Laberge wird von vielen Touristen durchquert, die per Kanu auf dem Yukon River unterwegs sind.

1942 begann der Bau des Alaska Highway, der für den Pazifikkrieg für wichtig erachtet wurde. An zwei Stellen im Yukon übte die Armee, nämlich am Watson Lake und am Lake Laberge. Zahllose Geschosse und Bomben liegen noch heute auf dem Grund der Seen, was 1978 zur Folge hatte, dass erstmals eine Untersuchung stattfand. Dabei wurde eine 500-Pfund-Bombe im Watson Lake gefunden, die gesprengt werden musste. Am stärksten war am Lake Laberge die Region Deep Creek betroffen. Das Gleiche gilt für Richtofen Island, dessen Südende starkem Beschuss unterworfen gewesen war, und wo sich zumindest eine Bombe Ende der 90er Jahre fand.
Die Lebensweise der Indianer änderte sich ab den 40er Jahren drastisch. Viele zogen vom Laberge-See zu den Baustellen des Alaska Highway, oder suchten Arbeit in deren Umfeld. Viele zogen auch nach Whitehorse.
1956 erzwang die kanadische Regierung die Zusammenlegung mehrerer Indianerstämme zur Whitehorse Indian Band, der heutigen Kwanlin Dun First Nation, in und um Whitehorse. Erst 1987 lösten sich die Ta'an Kwäch'än wieder aus diesem Verband. Sie schlossen 2002 einen Vertrag mit der Regierung, der ihnen ein selbst regiertes Reservat um den Lake Laberge sichert.
1995 begann das Lake Laberge Archaeology Project, ein gemeinsames Grabungsvorhaben des Ta'an Kwäch'än First Nation Council und des Yukon Heritage Branch, also eine Kooperation zwischen lokaler First Nation und Archäologen.
2009 soll zudem ein gesunkener Dampfer im See untersucht werden.